# Augustin Weber
Augustin Weber (n. 6 septembrie 1833, Sânpetru German, județul Timiș — d. 1 februarie 1909, Săcălaz) a fost un preot romano-catolic.
A devenit cunoscut după ce a fost preotul personal al împăratului Mexicului, Maximilian de Habsburg, în perioada 1864-1867.